# Chrysobothris gahani
Chrysobothris gahani es una especie de escarabajo del género Chrysobothris, familia Buprestidae. Fue descrita científicamente por Cockerell en 1911.